# مارک گی‌هی
مارک گوئهی (انگلیسی: Marc Guéhi؛ زادهٔ ۱۳ ژوئیهٔ ۲۰۰۰) بازیکن فوتبال اهل انگلستان است که برای کریستال پالاس و تیم ملی انگلستان بازی می‌کند.
از باشگاه‌هایی که در آن بازی کرده‌است می‌توان به باشگاه فوتبال چلسی اشاره کرد.
وی همچنین در تیم‌های ملی فوتبال زیر ۱۶ سال انگلستان، زیر ۱۷ سال انگلستان، زیر ۱۸ سال انگلستان، زیر ۱۹ سال انگلستان، زیر ۲۰ سال انگلستان، و زیر ۲۱ سال انگلستان بازی کرده‌است.

## تیم ملی
مارک در همه‌ی رده های انگلستان دعوت شده و در حال حاضر عضو تیم ملی انگلستان می باشد.